# Yasuko Ikenobō
Yasuko Ikenobō (池坊 保子, Ikenobō Yasuko), née le 18 avril 1942, est une femme politique japonaise, représentant le parti Kōmeitō à la Chambre des représentants du Japon. Elle est nommée dans plusieurs gouvernements successifs de 2006 à 2009, en tant que vice-ministre de l'Éducation, de la Culture, des Sports, des Sciences et de la Technologie, ainsi que dans le gouvernement Mori II et le gouvernement Koizumi I, en tant que secrétaire parlementaire chargée de l'Éducation, de la Culture, des Sports, des Sciences et de la Technologie. 

## Jeunesse et carrière pré-électorale
Ikenobō naît le 18 avril 1942, dans la famille Umetani, famille issue de la haute noblesse japonaise. Elle est la troisième fille d'une fratrie de cinq enfants. Par sa mère, cousine de l'impératrice Kōjun, elle est la cousine au second degré de l'empereur Akihito. 
Motivée dès sa jeunesse par le milieu politique, elle est encouragée par son père à poursuivre dans cette voie.

## Carrière électorale
Elle rejoint le Parti de la nouvelle frontière, et est approchée par le premier ministre Yasuhiro Nakasone pour rejoindre son gouvernement. Elle refuse, alors à cause de ses enfants en bas âge. À la suite de la dissolution du parti, elle rejoint le Kōmeitō, et se présente aux élections législatives japonaises de 1996, et a été élue à la représentation proportionnelle dans la préfecture d'Osaka.  
Elle occupe différents postes gouvernementaux, dont celui de vice-ministre de l'Éducation, de la Culture, des Sports, des Sciences et de la Technologie pendant quatre ans et dans plusieurs gouvernements successifs, de 2006 à 2008.
Elle prend sa retraite politique en 2012.

## Carrière post-électorale
Après avoir pris sa retraite politique, Ikenobō prend la tête de présidence du conseil l'association japonaise de sumo en 2014,, poste qu'elle occupe jusqu'en 2018, tout en conservant un poste au conseil d'administration jusqu'en 2022. Elle rejoint ensuite le Conseil de délibération Yokozuna (en), un organe de conseil liée à l'association japonaise de sumo, et devient la deuxième femme à faire partie de cette organisation,. À la suite de plusieurs épisodes d'agressions par des lutteurs durant son mandat, elle cherche à éradiquer la violence au sein de cette organisation, via une large campagne de sensibilisation et de sanctions, afin que le domaine du sumo reste un endroit sûr,.
Elle siège également au conseil d'administration de l'université Chūkyō.

## Prises de position
Bien que préoccupée par la baisse de la natalité japonaise, Ikenobō soutient que la norme d'un couple ne doit pas être de faire des enfants, car selon elle, il serait tragique que des couples ne voulant pas d'enfants en aient.
Elle est également partisane d'une meilleure transmission des traditions japonaises, estimant cela nécessaire pour les faire briller à l'international.

## Controverses
En janvier 2018, elle déclenche la controverse en déclarant que « les Mongols sont des chasseurs-cueilleurs, que cela est dans leur ADN ».

## Vie privée
Ikenobō est mariée à un maître de l'arrangement floral, issu d'une dynastie d'artisans depuis 600 ans.